# Rio Kodori
O rio Kodori (em abecásio Кәыдры, transl. Kwydry; em georgiano კოდორი, transl. Kodori) é o segundo maior rio da Abecásia, república autônoma de jure da Geórgia. Forma-se com a união dos rios Sak'en e Gwandra.